# Parareicheia
Parareicheia is een geslacht van kevers uit de familie van de loopkevers (Carabidae). De wetenschappelijke naam van het geslacht is voor het eerst geldig gepubliceerd in 1957 door Jeannel.

## Soorten
Het geslacht Parareicheia omvat de volgende soorten:
- Parareicheia lencinai Ortuno & Magrini, 2006
- Parareicheia nevesi (Jeannel, 1957)
- Parareicheia zoiai (Sciaky, 1989)